# Bryum brasiliense
Bryum brasiliense är en bladmossart som beskrevs av Georg Ernst Ludwig Hampe 1878. Bryum brasiliense ingår i släktet bryummossor, och familjen Bryaceae. Inga underarter finns listade i Catalogue of Life.